# Coțatcu
Coțatcu – wieś w Rumunii, w okręgu Buzău, w gminie Podgoria. W 2011 roku liczyła 1237 mieszkańców.